# جو کیانی
جو کیانی (انگلیسی: Joe Kiani؛ زادهٔ ۳ اسفند ۱۳۴۳) کارآفرین و مدیر اجرایی ایرانی آمریکایی است، که در سال ۱۹۸۹ شرکت مسیمو را تأسیس کرد.

## اوایل زندگی
جو کیانی، در ۳ اسفند ۱۳۴۳ در کشور ایران و در شهر شیراز متولد شد. پدر او مهندس و مادرش پرستار بود. وی در سن ۹ سالگی به همراه خانواده اش به ایالات متحده مهاجرت کرد.

وی با وجود اینکه در زمان ورود به ایالات متحده به زبان انگلیسی تسلط نداشت، اما در ۱۵ سالگی از دبیرستان فارغ‌التحصیل شد و در ۲۲ سالگی هر دو مدرک لیسانس (B.S.E.E) و فوق لیسانس (M.S.E.E) خود را از دانشگاه ایالتی سن‌دیگو در رشته مهندسی برق دریافت کرده بود.

در سال ۲۰۰۵، کیانی جایزه مونتی (فارغ التحصیلان برجسته) را از سوی دانشگاه سن دیگو دریافت کرد.